# Distichocerini
Los distichocerinos (Distichocerini) son una tribu de coleópteros crisomeloideos de la familia Cerambycidae.

## Géneros
Tiene los siguientes géneros:
- Distichocera Kirby, 1818
- Paradistichocera van der Poll, 1887